# Zagersdorf
Zagersdorf (kroatisch Cogrštof, ungarisch Zárány) ist eine Gemeinde mit 1138 Einwohnern (Stand 1. Jänner 2024) im Burgenland im Bezirk Eisenstadt-Umgebung in Österreich. Zagersdorf zählt zum Siedlungsgebiet der burgenlandkroatischen Volksgruppe.

## Geografie
Die Gemeinde liegt inmitten eines Weinbaugebietes im nördlichen Burgenland, nahe der Landeshauptstadt Eisenstadt, an der Grenze zu Ungarn. Zagersdorf ist der einzige Ort in der Gemeinde.
Nachbargemeinden:
| Antau (MA)      | Wulkaprodersdorf                            | Siegendorf  |
| Draßburg (MA)   | Kompassrose, die auf Nachbargemeinden zeigt |             |
| Baumgarten (MA) | Ungarn                                      | Klingenbach |

## Geschichte

Zagersdorf (rechts unten) um 1873 (Aufnahmeblatt der Landesaufnahme)

Vor Christi Geburt war das Gebiet Teil des keltischen Königreiches Noricum und gehörte zur Umgebung der keltischen Höhensiedlung Burg auf dem Schwarzenbacher Burgberg.
Später unter den Römern lag das heutige Zagersdorf dann in der Provinz Pannonia.
Der Ort wurde erstmals 1461/62 urkundlich erwähnt. Nach der Zerstörung durch die Türken im Jahr 1532 erfolgte eine Neubesiedlung durch Kroaten.
Zagersdorf gehörte wie das gesamte Burgenland bis 1920/21 zu Ungarn (Deutsch-Westungarn). Seit 1898 musste aufgrund der Magyarisierungspolitik der Regierung in Budapest der ungarische Ortsname Zárány verwendet werden.
Nach Ende des Ersten Weltkriegs wurde nach zähen Verhandlungen
Deutsch-Westungarn in den Verträgen von St. Germain und Trianon 1919 Österreich zugesprochen. Der Ort gehört seit 1921 zum neu gegründeten
Bundesland Burgenland (siehe auch Geschichte des Burgenlandes).
Zagersdorf war aufgrund der Gemeindestrukturreform von 1. Jänner 1971 bis zum 31. Dezember 1991 mit der Gemeinde Siegendorf zusammengelegt.

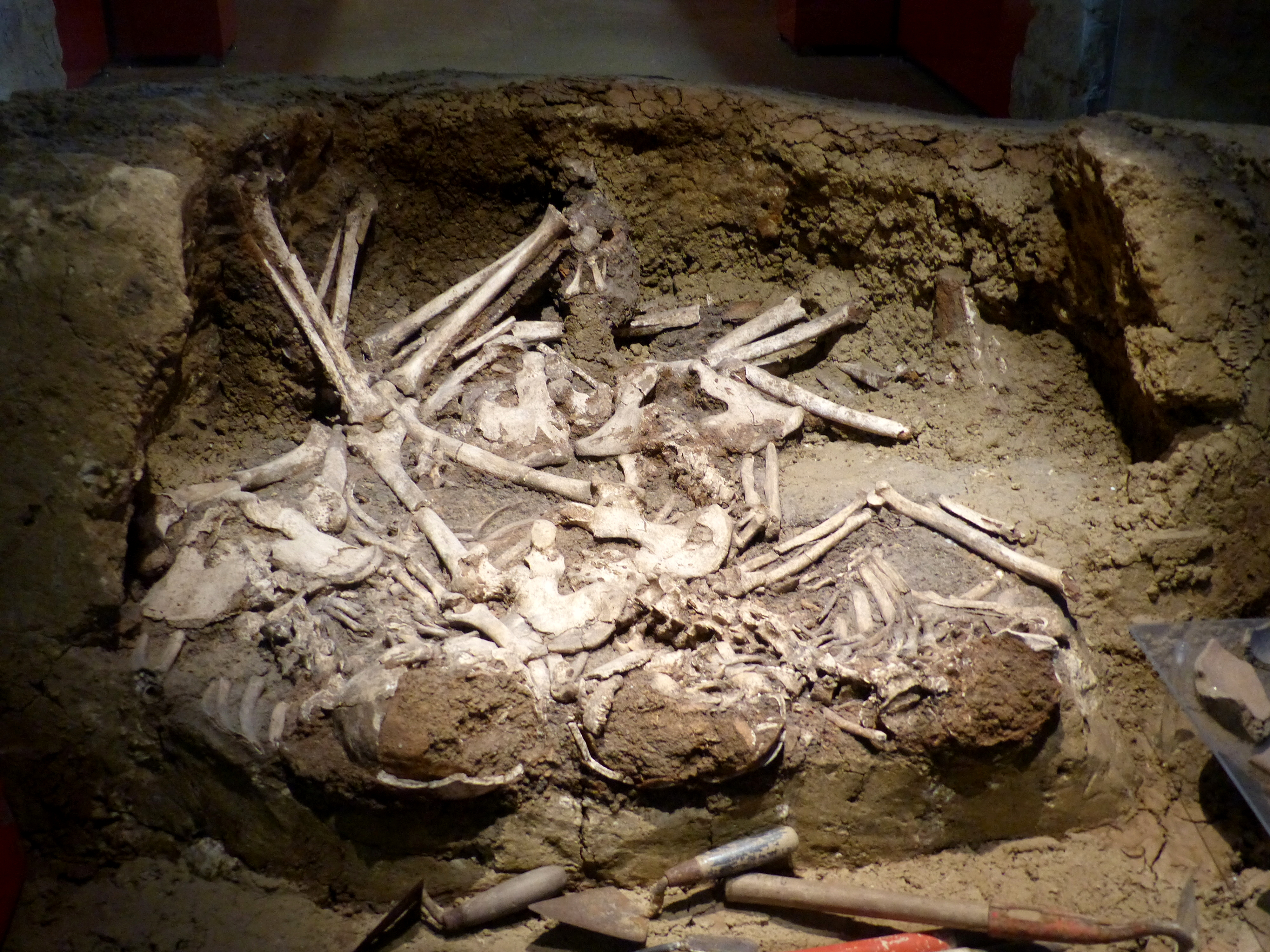
Neolithische Bestattung von Zagersdorf

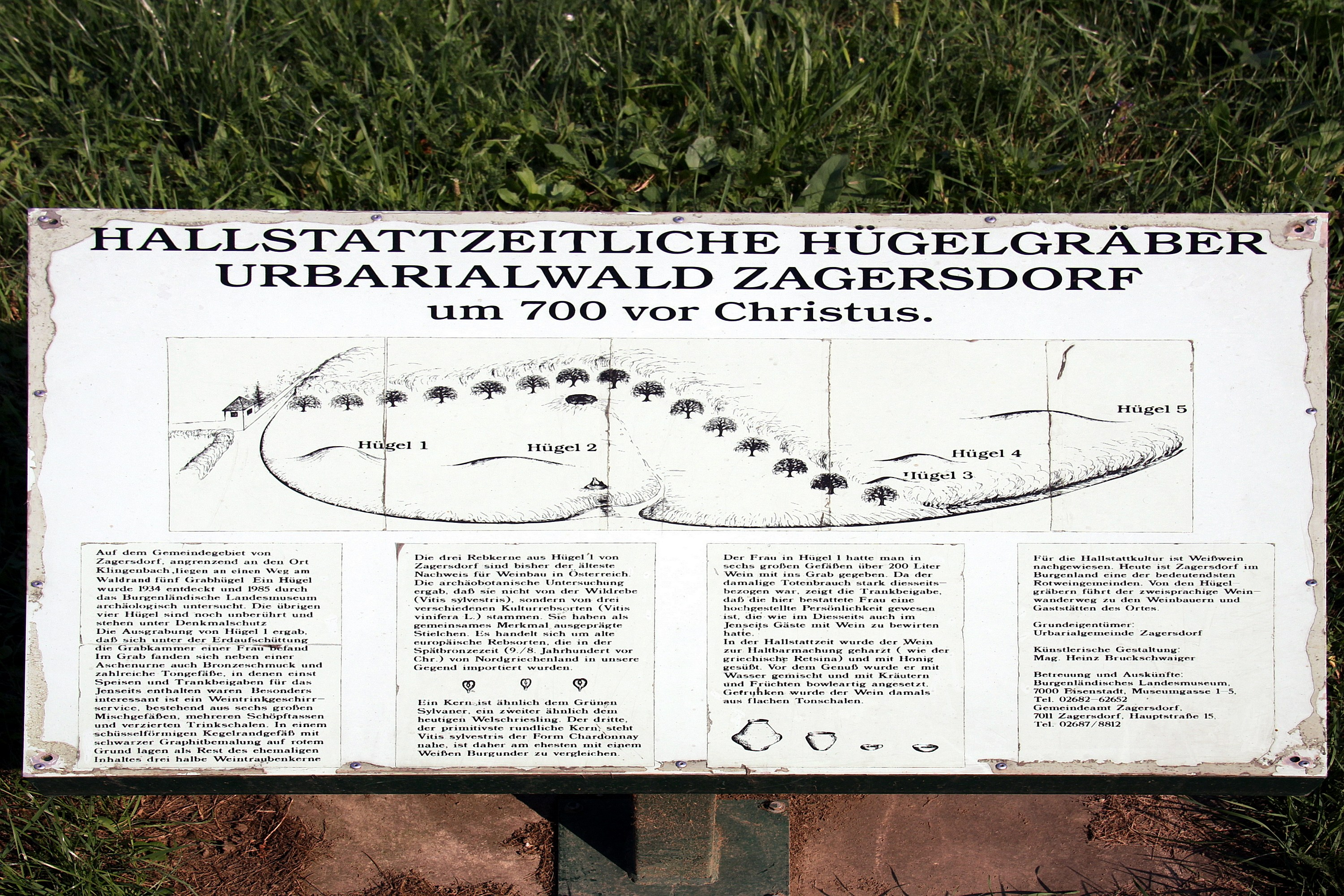
Hügelgräberfeld Urbarialwald in Zagersdorf

## Kultur und Sehenswürdigkeiten

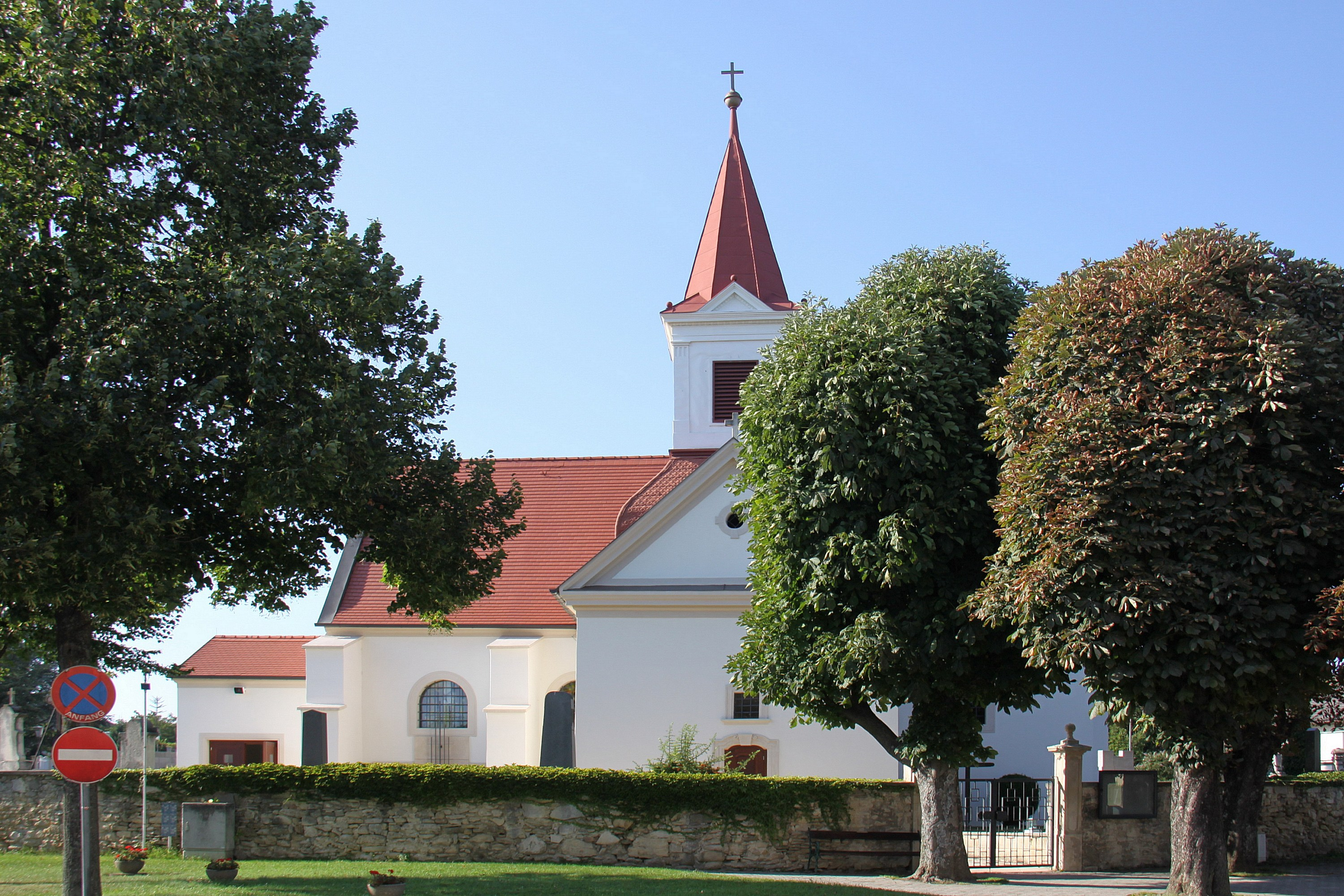
Pfarrkirche Zagersdorf

- Pfarrkirche Zagersdorf: Die Kirche wurde im 18. Jahrhundert erbaut. Ihr Turm stammt aus dem Jahr 1810.
- Im Ort befinden sich ferner die Kreuzkapelle (errichtet 1727) sowie eine Sebastianssäule (errichtet 1717), eine Mariensäule und eine Dreifaltigkeitssäule.

## Wirtschaft und Infrastruktur

### Wirtschaftssektoren
Von den 21 land- und forstwirtschaftlichen Betrieben des Jahres 2010 waren neun Nebenerwerbsbetriebe. Diese bewirtschafteten vier Prozent der Flächen. Obwohl von 2001 bis 2011 sieben Betriebe im Baugewerbe gegründet wurden, sank die Anzahl der im Produktionssektor Beschäftigten um mehr als die Hälfte. Im Dienstleistungssektor nahm sowohl die Anzahl der Betriebe als auch die Anzahl der Arbeitnehmer zu.
| Wirtschaftssektor            | Anzahl Betriebe | Anzahl Betriebe | Erwerbstätige | Erwerbstätige |
| Wirtschaftssektor            | 2011            | 2001            | 2011          | 2001          |
| ---------------------------- | --------------- | --------------- | ------------- | ------------- |
| Land- und Forstwirtschaft 1) | 21              | 36              | 12            | 13            |
| Produktion                   | 10              | 5               | 20            | 50            |
| Dienstleistung               | 42              | 15              | 54            | 33            |

1) Betriebe mit Fläche in den Jahren 2010 und 1999
| Im Jahr 2011 wohnten 465 Erwerbstätige in Zagersdorf. Davon arbeiteten 59 in der Gemeinde, 406 pendelten zur Arbeit aus. Von der Umgebung kamen 27 Personen zur Arbeit nach Zagersdorf. In Zagersdorf befindet sich ein Kindergarten. Im Jahr 2001 eröffnete ein Alten-, Wohn- und Pflegeheim. | Hier fehlt eine Grafik, die leider im Moment aus technischen Gründen nicht angezeigt werden kann. Wir arbeiten daran! |

## Politik

### Gemeinderat

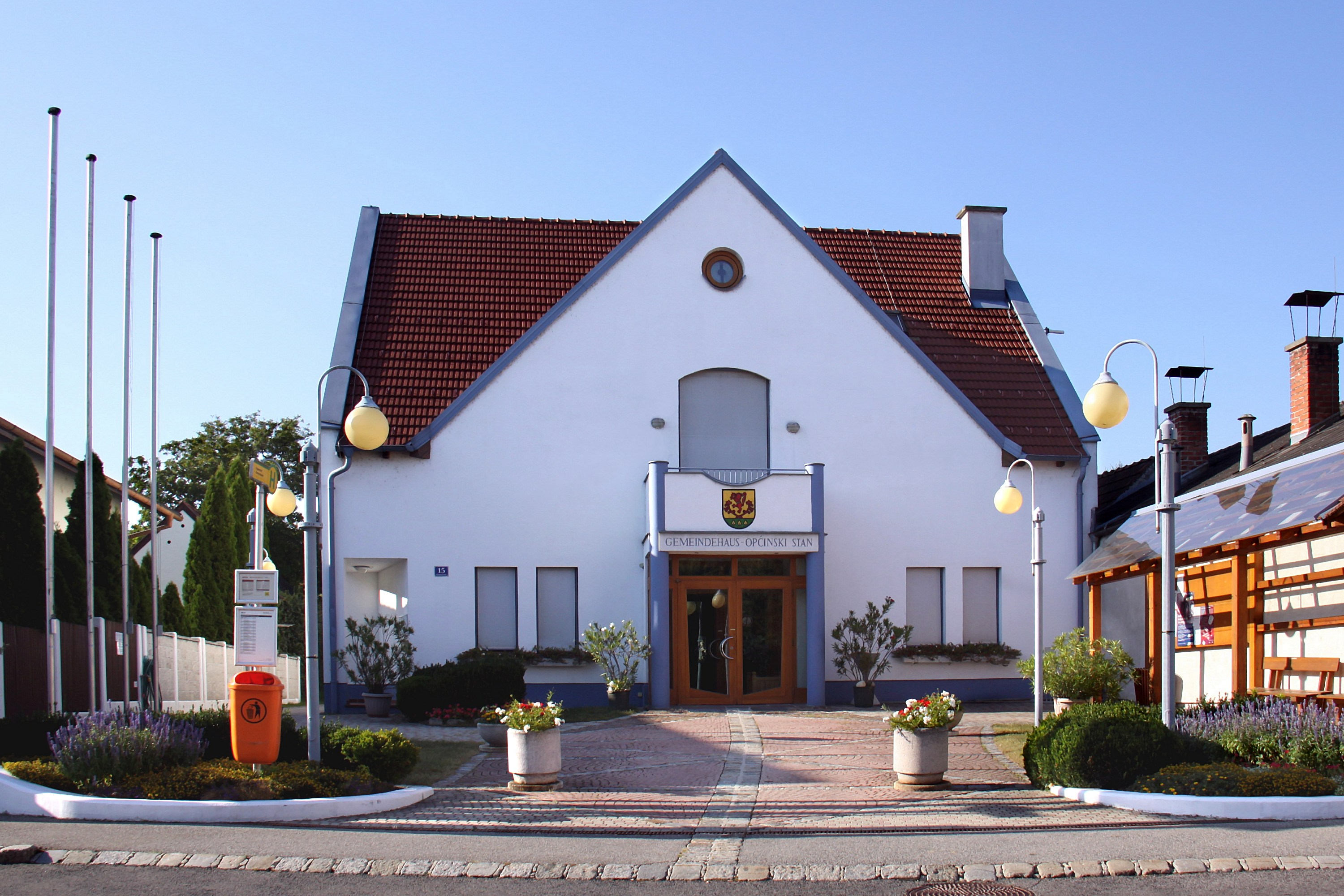
Gemeindeamt Zagersdorf

Der Gemeinderat umfasst aufgrund der Anzahl der Wahlberechtigten insgesamt 15 Mitglieder.
| Partei          | 2022             | 2022             | 2022             | 2017             | 2017             | 2017             | 2012             | 2012             | 2012             | 2007             | 2007             | 2007             | 2002             | 2002             | 2002             | 1997             | 1997             | 1997             | 1992             | 1992             | 1992             | 1987             | 1987             | 1987             |
| Partei          | Sti.             | %                | M.               | Sti.             | %                | M.               | Sti.             | %                | M.               | Sti.             | %                | M.               | Sti.             | %                | M.               | Sti.             | %                | M.               | Sti.             | %                | M.               | Sti.             | %                | M.               |
| --------------- | ---------------- | ---------------- | ---------------- | ---------------- | ---------------- | ---------------- | ---------------- | ---------------- | ---------------- | ---------------- | ---------------- | ---------------- | ---------------- | ---------------- | ---------------- | ---------------- | ---------------- | ---------------- | ---------------- | ---------------- | ---------------- | ---------------- | ---------------- | ---------------- |
| SPÖ             | 665              | 72,52            | 14               | 520              | 59,70            | 12               | 471              | 55,41            | 8                | 465              | 60,70            | 9                | 419              | 55,87            | 8                | 314              | 44,99            | 7                | 341              | 48,92            | 7                | 367              | 60,96            | 9                |
| ÖVP             | 252              | 27,48            | 5                | 319              | 36,62            | 7                | 379              | 44,59            | 7                | 301              | 39,30            | 6                | 331              | 44,13            | 7                | 384              | 55,01            | 8                | 350              | 50,22            | 7                | 235              | 39,04            | 6                |
| BLZ A1          | nicht kandidiert | nicht kandidiert | nicht kandidiert | 32               | 3,67             | 0                | nicht kandidiert | nicht kandidiert | nicht kandidiert | nicht kandidiert | nicht kandidiert | nicht kandidiert | nicht kandidiert | nicht kandidiert | nicht kandidiert | nicht kandidiert | nicht kandidiert | nicht kandidiert | nicht kandidiert | nicht kandidiert | nicht kandidiert | nicht kandidiert | nicht kandidiert | nicht kandidiert |
| Grüne           | nicht kandidiert | nicht kandidiert | nicht kandidiert | nicht kandidiert | nicht kandidiert | nicht kandidiert | nicht kandidiert | nicht kandidiert | nicht kandidiert | nicht kandidiert | nicht kandidiert | nicht kandidiert | nicht kandidiert | nicht kandidiert | nicht kandidiert | nicht kandidiert | nicht kandidiert | nicht kandidiert | 6                | 0,86             | 0                | nicht kandidiert | nicht kandidiert | nicht kandidiert |
| Wahlberechtigte | 1152             | 1152             | 1152             | 1043             | 1043             | 1043             | 980              | 980              | 980              | 939              | 939              | 939              | 861              | 861              | 861              | 796              | 796              | 796              | 745              | 745              | 745              | 670              | 670              | 670              |
| Wahlbeteiligung | 84,46 %          | 84,46 %          | 84,46 %          | 90,51 %          | 90,51 %          | 90,51 %          | 92,96 %          | 92,96 %          | 92,96 %          | 89,78 %          | 89,78 %          | 89,78 %          | 93,84 %          | 93,84 %          | 93,84 %          | 93,22 %          | 93,22 %          | 93,22 %          | 94,50            | 94,50            | 94,50            | 93,73 %          | 93,73 %          | 93,73 %          |

### Gemeindevorstand
Neben Bürgermeister Ivan Grujić (SPÖ) und Vizebürgermeisterin Karin Vukman-Artner (SPÖ) gehören weiters Kevin Ptacek (SPÖ), Kurt Javorski (SPÖ), Günther Mayer (ÖVP) dem Gemeindevorstand an.
Gemeindekassier ist Kurt Javorski (SPÖ).

### Bürgermeister
Bei der Bürgermeister- und Gemeinderatswahl 2022 wurde Ivan Grujić (SPÖ) im ersten Wahlgang mit 78,33 % der Stimmen zum Bürgermeister gewählt. Die SPÖ Zagersdorf konnte bei der Gemeinderatswahl ihren Stimmenanteil weiter ausbauen und stellt seitdem erstmals auch die Vizebürgermeisterin. Dieses Amt bekleidet Karin Vukman-Artner (SPÖ).
Bei der Bürgermeisterdirektwahl 2002 konnte sich Helmut Zakall (SPÖ) mit 56,39 % gegen den damals amtierenden Bürgermeister Matthias Fritz (ÖVP) durchsetzen, der seit 1992 der Gemeinde vorstand. Bei der Direktwahl 2017 wurde Zakall im ersten Wahlgang mit 60,41 % der Stimmen in seinem Amt bestätigt. Seine beiden Mitbewerber Christoph Zarits (ÖVP) und Otmar Eisner (BLZ) kamen auf 37,23 % bzw. 2,36 %. Zarits, der für die ÖVP seit 9. November 2017 im Nationalrat sitzt, wurde in der konstituierenden Sitzung des Gemeinderats neuerlich zum Vizebürgermeister gewählt.

#### Chronik der Bürgermeister
| von  | bis  | Bürgermeister          | Lebensdaten |
| ---- | ---- | ---------------------- | ----------- |
| 1896 | 1902 | Matthias Wukovits      | 1840–1916   |
| 1902 | 1904 | Stefan Zarits          | 1858–1939   |
| 1904 | 1906 | Johann Ivanschitz      | 1855–1923   |
| 1906 | 1910 | Johann Pichler         | 1842–1916   |
| 1910 | 1911 | Josef Zarits           | 1864–1911   |
| 1911 |      | Markus Mühlgassner     | 1862–1936   |
| 1912 |      | Johann Pauschenwein    | 1874–1947   |
| 1913 | 1914 | Franz Mezgolits        | 1871–1938   |
| 1914 | 1918 | Johann Straussenberger | 1877–1929   |
| 1918 | 1920 | Valentin Krizsanits    | 1878–1951   |

| von  | bis  | Bürgermeister       | Lebensdaten |
| ---- | ---- | ------------------- | ----------- |
| 1921 | 1922 | Markus Mühlgasser   | 1862–1936   |
| 1923 | 1927 | Michael Mühlgassner | 1876–1928   |
| 1927 | 1931 | Johann Pichler      | 1875–1949   |
| 1933 | 1934 | Stefan Zakall       | 1892–1944   |
| 1939 | 1941 | Johann Bauer        | 1910–1963   |

| von       | bis       | Bürgermeister                  | Lebensdaten                    |
| --------- | --------- | ------------------------------ | ------------------------------ |
| 1945      | 1946      | Josef Zakall                   | 1911–1990                      |
| 1946      | 1949      | Pius Mezgolits                 | 1892–1962                      |
| 1949      | 1950      | Johann Wild                    | 1894–1964                      |
| 1950      | 1951      | Andreas Wild                   | 1902–1964                      |
| 1951      | 1953      | Matthias Zakall                | 1913–1955                      |
| 1953      | 1954      | Johann Zakall                  | 1913–1982                      |
| 1954      | 1956      | Anton Straussenberger          | 1907–1977                      |
| 1956      | 1958      | Friedrich Zakall               | 1919–2001                      |
| 1958      | 1962      | Valentin Borentis              | 1914–1988                      |
| 1963      | 1970      | Friedrich Zakall               | 1919–2001                      |
| 1971      | 1992      | Zusammenschluss mit Siegendorf | Zusammenschluss mit Siegendorf |
| 1992      | 2002      | Matthias Fritz (ÖVP)           | * 1951                         |
| 2002      | 2022      | Helmut Zakall (SPÖ)            | * 1960                         |
| seit 2022 | seit 2022 | Ivan Grujić (SPÖ)              |                                |

### Wappen
|  | Das Wappen wurde Zagersdorf am 10. Juli 1996 von der burgenländischen Landesregierung verliehen. Blasonierung: „In goldenem Schild auf grünem Schildfuß, der mit drei goldenen Rebsamenkörnern nebeneinander belegt ist, zwei gekreuzte rote Weinreben, überhöht von einem roten Löwen.“ |

## Persönlichkeiten
- Franz Bauer (1874–1930), Pferdehändler und Politiker
- Martin Borenić (1850–1939), Kantor und Lehrer, Kalenderschreiber, Schriftsteller